# Psaenythia viatrix
Psaenythia viatrix är en biart som beskrevs av Holmberg 1921. Psaenythia viatrix ingår i släktet Psaenythia och familjen grävbin. Inga underarter finns listade i Catalogue of Life.